# Cir d'Edessa
Cir d'Edessa (en llatí Cyrus, en grec antic Κύρος) va ser un metge grec nascut a Edessa a Osroene, les medicines del qual són esmentades per Aeci. Va arribar a la dignitat d'arquiatre. La seva època no és coneguda però no podia ser anterior al segle ii, quan Neró va donar el càrrec d'arquiatre per primera vegada a Andròmac el vell ni posterior al segle v, quan el càrrec va desaparèixer.